# Stadion Polonii Warszawa
Het Stadion Polonii Warszawa im. gen. Kazimierza Sosnkowskiego, vroeger het Stadion Polonii Warszawa is een multifunctioneel stadion in Warschau, de hoofdstad van Polen. Het stadion is vernoemd naar Kazimierz Sosnkowski (1885–1969), een Pools generaal.
In het stadion is plaats voor 7.150 toeschouwers. Het stadion werd geopend in 1928. Het werd gerenoveerd in 2004 en 2007. Het stadion wordt vooral gebruikt voor voetbalwedstrijden, de voetbalclub Polonia Warschau maakt gebruik van dit stadion. Het werd tevens een keer gebruikt voor een voetbalinterland van het Poolse voetbalelftal.

## Interland
| Voetbalinterland | Voetbalinterland | Voetbalinterland  | Voetbalinterland | Voetbalinterland | Voetbalinterland |
| №                | Datum            | Wedstrijd         | Uitslag          | Competitie       | Toeschouwers     |
| ---------------- | ---------------- | ----------------- | ---------------- | ---------------- | ---------------- |
| 1                | 3 maart 2010     | Polen – Bulgarije | 2–0              | Bulgarije        | 6.800            |